# 7. etape af Tour de France 2013
Syvende etape af Tour de France 2013 er en 205 km lang flad etape. Den bliver kørt fredag den 5. juli fra Montpellier til Albi. Det er sprinternes sidste chance for at vinde en etape, inden der venter to bjergetaper i Pyrenæerne og en hviledag.
Det er 30 gang at Montpellier enten er start- eller målby for en etape i Tour de France, i mens det bliver Albis 11 gang.